# Stävö
Stävö är en halvö i Finland.   Den ligger i kommunen Ingå i landskapet Nyland, i den södra delen av landet, 40 km väster om huvudstaden Helsingfors.